# Johannes X (grekisk-ortodox patriark av Antiokia)
Johannes X, född som John Yazigi 1955 i Latakia, Syrien, blev 2012 vald till patriark av Grekisk-ortodoxa kyrkan i Antiokia.

## Biografi
John studerade vid Teshreens universitet där han tog en kandidatexamen i byggnadsteknik. 1978 tog han teologie kandidatexamen från Sankt Johannes från Damaskus teologiska institut vid Balamands universitet.
1981 tog han en examen i bysantinsk musik från konservatoriet i Thessaloniki som han läste in samtidigt som sina doktorandstudier.
1983 tog han doktorsexamen i liturgi från Thessalonikis universitet med en grekiskspråkig avhandling. 
Han ordinerades som diakon 1979 och prästvigdes 1983, varefter han var verksam som präst inom Lattakias ärkestift. Från 1981 undervisade han i liturgi vid Balamands universitet, där han 1988-1991 och 2001-2005 var dekanus för det teologiska institutet.
1995 blev han biskop av Pyrgou, vilket han förblev till 2008 när han valdes till metropolit för Europa. Han valdes därefter till patriark av Antiokia 17 december 2012.